# Eirik Ulland Andersen
Eirik Ulland Andersen (Randers, 21 settembre 1992) è un calciatore norvegese, centrocampista dello Strømsgodset.

## Biografia
Ulland Andersen è nato in Danimarca da una famiglia danese, ma si è trasferito in Norvegia all’età di 10 anni.
È il fratello minore di Andreas Ulland Andersen, anch’egli calciatore.

## Carriera
Ulland Andersen ha iniziato la carriera professionistica con la maglia dell'Haugesund. Ha debuttato nell'Eliteserien il 10 aprile 2011, sostituendo Eirik Mæland nella sconfitta per 1-0 in casa dell'Aalesund. Il 1º maggio dello stesso anno ha segnato un poker al Vaulen, con l'Haugesund che si è imposto per 0-10 nel primo turno del Norgesmesterskapet. Rimasto in squadra fino al termine della stagione, ha totalizzato 13 presenze e 5 reti tra campionato e coppa, con l'Haugesund che ha chiuso l'Eliteserien al 6º posto finale.
Il 9 marzo 2012 è stato annunciato il suo passaggio in prestito al Vard Haugesund, in 2. divisjon, fino al 31 luglio successivo. Ha esordito in squadra il 14 aprile, schierato titolare nella sconfitta per 2-1 maturata sul campo del Jerv. Il 22 aprile ha realizzato la prima rete con questa maglia, contribuendo al successo interno per 2-0 sul Randaberg. Il trasferimento è diventato a titolo definitivo dal 1º agosto 2012. A fine stagione, la squadra ha conquistato la promozione nella 1. divisjon.
Il 7 aprile 2013 ha quindi giocato la prima partita in questa divisione, quando ha sostituito Anthony Avalos nella sconfitta per 2-1 sul campo del Ranheim. Il 12 maggio, in occasione della sconfitta per 3-2 in casa dello Strømmen, ha segnato il primo gol in 1. divisjon. È rimasto in squadra fino al mese di agosto 2013, quando si è congedato dal Vard Haugesund con 37 presenze e 14 reti tra tutte le competizioni.
L'8 agosto 2013 è stato ingaggiato dall'Hødd, a cui si è legato con la formula del prestito fino al termine della stagione. Ha scelto la maglia numero 23. Ha disputato la prima partita in squadra l'11 agosto, schierato titolare in occasione della sconfitta per 1-0 in casa dell'HamKam. Il 18 agosto ha segnato la prima rete, nel successo per 2-0 sul Sandefjord. Il 22 novembre 2013, il trasferimento è diventato a titolo definitivo ed il giocatore ha firmato un contratto triennale. Ulland Andersen è rimasto in forza fino all'agosto 2016, totalizzando 83 presenze e 27 reti tra tutte le competizioni.
Il 16 agosto 2016, lo Strømsgodset ha reso noto sul proprio sito internet d'aver ingaggiato Ulland Andersen, che si è legato al nuovo club con un contratto valido per i successivi tre anni e mezzo. Il giocatore ha scelto di indossare la maglia numero 23. Ha esordito in squadra il 27 agosto, subentrando ad Øyvind Storflor nella sconfitta casalinga per 0-2 contro il Molde. Il 10 settembre ha trovato la prima rete, nel pareggio per 1-1 contro il Vålerenga. Ha chiuso la stagione con 10 presenze e 3 reti, tra campionato e coppa.
Il 16 gennaio 2019, Ulland Andersen è passato a titolo definitivo al Molde, legandosi con un contratto quadriennale. Il 1º maggio 2022, in occasione della finale del Norgesmesterskapet vinta per 1-0 contro il Bodø/Glimt, ha subito la rottura del legamento crociato che gli ha fatto terminare la stagione anzitempo.
Il 4 agosto 2023 ha fatto ritorno allo Strømsgodset: ha siglato un contratto valido fino al 31 dicembre 2025 e ha scelto di vestire la maglia numero 23.

## Statistiche

### Presenze e reti nei club
Statistiche aggiornate al 4 agosto 2023.
| Stagione              | Club                  | Campionato            | Campionato | Campionato | Coppe nazionali | Coppe nazionali | Coppe nazionali | Coppe continentali | Coppe continentali | Coppe continentali | Supercoppe | Supercoppe | Supercoppe | Totale | Totale |
| Stagione              | Club                  | Comp                  | Pres       | Reti       | Comp            | Pres            | Reti            | Comp               | Pres               | Reti               | Comp       | Pres       | Reti       | Pres   | Reti   |
| --------------------- | --------------------- | --------------------- | ---------- | ---------- | --------------- | --------------- | --------------- | ------------------ | ------------------ | ------------------ | ---------- | ---------- | ---------- | ------ | ------ |
| 2011                  | Haugesund             | ES                    | 10         | 0          | CN              | 3               | 5               | -                  | -                  | -                  | -          | -          | -          | 13     | 5      |
| 2012                  | Vard Haugesund        | 2D                    | 21         | 9          | CN              | 2               | 1               | -                  | -                  | -                  | -          | -          | -          | 23     | 10     |
| gen.-ago. 2013        | Vard Haugesund        | 1D                    | 12         | 2          | CN              | 2               | 2               | -                  | -                  | -                  | -          | -          | -          | 14     | 4      |
| Totale Vard Haugesund | Totale Vard Haugesund | Totale Vard Haugesund | 33         | 11         |                 | 4               | 3               |                    | -                  | -                  |            | -          | -          | 37     | 14     |
| ago.-dic. 2013        | Hødd                  | 1D                    | 12         | 5          | CN              | -               | -               | -                  | -                  | -                  | -          | -          | -          | 12     | 5      |
| 2014                  | Hødd                  | 1D                    | 20         | 7          | CN              | 1               | 0               | -                  | -                  | -                  | -          | -          | -          | 21     | 7      |
| 2015                  | Hødd                  | 1D                    | 27+1       | 11+0       | CN              | 4               | 0               | -                  | -                  | -                  | -          | -          | -          | 32     | 11     |
| gen.-ago. 2016        | Hødd                  | 1D                    | 18         | 4          | CN              | 0               | 0               | -                  | -                  | -                  | -          | -          | -          | 18     | 4      |
| Totale Hødd           | Totale Hødd           | Totale Hødd           | 77+1       | 27+0       |                 | 5               | 0               |                    | -                  | -                  |            | -          | -          | 83     | 27     |
| ago.-dic. 2016        | Strømsgodset          | ES                    | 8          | 3          | CN              | 2               | 0               | UEL                | -                  | -                  | -          | -          | -          | 10     | 3      |
| 2017                  | Strømsgodset          | ES                    | 26         | 11         | CN              | 3               | 0               | -                  | -                  | -                  | -          | -          | -          | 29     | 11     |
| 2018                  | Strømsgodset          | ES                    | 28         | 6          | CN              | 7               | 3               | -                  | -                  | -                  | -          | -          | -          | 35     | 9      |
| 2019                  | Molde                 | ES                    | 5          | 1          | CN              | 1               | 3               | UEL                | 0                  | 0                  | -          | -          | -          | 6      | 4      |
| 2020                  | Molde                 | ES                    | 17         | 4          | -               | -               | -               | UCL+UEL            | 0+4                | 0+3                | -          | -          | -          | 21     | 7      |
| 2021                  | Molde                 | ES                    | 23         | 6          | CN              | 5               | 3               | UECL               | 2                  | 0                  | -          | -          | -          | 30     | 9      |
| 2022                  | Molde                 | ES                    | 4          | 1          | CN              | 0               | 0               | UECL               | 0                  | 0                  | -          | -          | -          | 4      | 1      |
| gen.-ago. 2023        | Molde                 | ES                    | 1          | 0          | CN              | 0               | 0               | UCL                | 0                  | 0                  | -          | -          | -          | 1      | 0      |
| Totale Molde          | Totale Molde          | Totale Molde          | 50         | 12         |                 | 6               | 6               |                    | 6                  | 3                  |            | -          | -          | 62     | 21     |
| ago.-dic. 2023        | Strømsgodset          | ES                    | 0          | 0          | CN              | -               | -               | -                  | -                  | -                  | -          | -          | -          | 0      | 0      |
| Totale Strømsgodset   | Totale Strømsgodset   | Totale Strømsgodset   | 62         | 20         |                 | 12              | 3               |                    | -                  | -                  |            | -          | -          | 74     | 23     |
| Totale                | Totale                | Totale                | 243        | 70         |                 | 30              | 17              |                    | 6                  | 3                  |            | -          | -          | 269    | 90     |

## Palmarès

### Club

#### Competizioni nazionali
- 2. divisjon: 1

Vard Haugesund: 2012 (gruppo 3)
- Campionato norvegese: 1

Molde: 2019
- Coppa di Norvegia: 1

Molde: 2021-2022